# جوزف جیمنز
جوزف جیمنز (به انگلیسی: Joseph Jimenez) (زاده ۱۹۵۹) کارآفرین، اقتصاددان و مدیر ارشد اجرایی آمریکایی است، که اکنون به‌عنوان مدیر عامل اجرایی شرکت نوارتیس فعالیت می‌نماید.
وی هم‌اکنون از اعضای هیئت مدیره شرکت کولگیت-پالمولیو نیز بشمار می‌آید. جوزف جیمنز همچنین پیشینه مدیریت در شرکت‌های هاینز، آسترازنکا و بلک‌استون را نیز در کارنامه خود دارا می‌باشد.